# Ciclo sedimentario
Ciclo sedimentario hace referencia a un ciclo que comprende la meteorización de una roca existente seguida de su erosión, transporte y sedimentación. Los sedimentos del primer ciclo se caracterizan por la presencia de minerales; durante un segundo ciclo, los minerales o fragmentos de roca menos resistentes serán eliminados. Cuantos más ciclos sedimentarios sufre un sedimento, éste se hace más maduro y estará dominado por minerales resistentes, bien redondeados. Y son principalmente para rocas, si nos damos cuenta, el ciclo sedimentario de da bajo el agua.
El ciclo sedimentario son aquellos dónde permanecen formados parte de la tierra ya sean rocas etc
- Datos: Q6411210